# Phegopteris dissimile
Phegopteris dissimile là một loài dương xỉ trong họ Thelypteridaceae. Loài này được Hook. mô tả khoa học đầu tiên năm 1864.
Danh pháp khoa học của loài này chưa được làm sáng tỏ. 